# World Games 2017/Teilnehmer (Lettland)
| Gelbes Symbol für Goldmedaillen mit stilisierten Olympischen Ringen | Graues Symbol für Silbermedaillen mit stilisierten Olympischen Ringen | Braundes Symbol für Bronzemedaillen mit stilisierten Olympischen Ringen |
| ------------------------------------------------------------------- | --------------------------------------------------------------------- | ----------------------------------------------------------------------- |
| —                                                                   | —                                                                     | —                                                                       |

Lettland nahm in Breslau an den World Games 2017 teil. Die lettische Delegation bestand aus 8 Athleten.

## Teilnehmer nach Sportart

### Indoor-Rudern
| Athleten          | Wettbewerb                   | Zeit       | Rang |
| ----------------- | ---------------------------- | ---------- | ---- |
| Frauen            |                              |            |      |
| Ludmila Ivanova   | 2000 m Leichtgewicht         | 7:58,7 min | 6    |
| Männer            |                              |            |      |
| Rovoams Gavrilovs | 2000 m Offene Gewichtsklasse | 6:21,9 min | 12   |

### Orientierungslauf
| Athleten   | Wettbewerb    | Zeit         | Rang |
| ---------- | ------------- | ------------ | ---- |
| Frauen     |               |              |      |
| Inga Dambe | Sprint        | 16:27,90 min | 29   |
| Inga Dambe | Mittelstrecke | 39:31,00 min | 15   |

### Squash
| Athleten            | 1. Runde         | 1. Runde         | Achtelfinale     | Achtelfinale     | Viertelfinale    | Viertelfinale    | Halbfinale       | Halbfinale       | Finale           | Finale           | Rang             |
| Athleten            | Gegner           | Ergebnis         | Gegner           | Ergebnis         | Gegner           | Ergebnis         | Gegner           | Ergebnis         | Gegner           | Ergebnis         | Rang             |
| ------------------- | ---------------- | ---------------- | ---------------- | ---------------- | ---------------- | ---------------- | ---------------- | ---------------- | ---------------- | ---------------- | ---------------- |
| Frauen              |                  |                  |                  |                  |                  |                  |                  |                  |                  |                  |                  |
| Ineta Mackeviča     | Catalina Peláez  | 2:3              | ausgeschieden    | ausgeschieden    | ausgeschieden    | ausgeschieden    | ausgeschieden    | ausgeschieden    | ausgeschieden    | ausgeschieden    | ausgeschieden    |
| Männer              |                  |                  |                  |                  |                  |                  |                  |                  |                  |                  |                  |
| Aleksandrs Pāvulāns | nicht angetreten | nicht angetreten | nicht angetreten | nicht angetreten | nicht angetreten | nicht angetreten | nicht angetreten | nicht angetreten | nicht angetreten | nicht angetreten | nicht angetreten |

### Tanzen

#### Standard Tänze
| Athleten                  | 1. Runde | 1. Runde | 1. Runde      | 1. Runde     | 1. Runde  | Halbfinale | Halbfinale | Halbfinale    | Halbfinale   | Halbfinale | Finale        | Finale        | Finale        | Finale        | Finale        | Rang          |
| Athleten                  | Walzer   | Tango    | Wiener Walzer | Slow Foxtrot | Quickstep | Walzer     | Tango      | Wiener Walzer | Slow Foxtrot | Quickstep  | Walzer        | Tango         | Wiener Walzer | Slow Foxtrot  | Quickstep     | Rang          |
| ------------------------- | -------- | -------- | ------------- | ------------ | --------- | ---------- | ---------- | ------------- | ------------ | ---------- | ------------- | ------------- | ------------- | ------------- | ------------- | ------------- |
| Paar                      |          |          |               |              |           |            |            |               |              |            |               |               |               |               |               |               |
| Eliza Ancane Edgars Linis | 7        | 7        | 5             | 7            | 7         | 7          | 8          | 6             | 7            | 7          | ausgeschieden | ausgeschieden | ausgeschieden | ausgeschieden | ausgeschieden | ausgeschieden |

### Wasserski
| Männer            |                     |       |    |       |    |               |               |               |               |               |
| Roberts Linavskis | Wakeboard Freestyle | 31,44 | 17 | 30,67 | 10 | ausgeschieden | ausgeschieden | ausgeschieden | ausgeschieden | ausgeschieden |